# Emil Waldteufel
Emil Waldteufel, eg. Charles Émile Lévy, född 9 december 1837 i Strasbourg, död 12 februari 1915 i Paris, var en fransk tonsättare. Han är bland annat känd för den waldteufelska dansen och för valser som "Skridskoåkarna" (Les patineurs; 1882).